# Bahnstrecke Bošice–Svojšice
| Streckenlänge: | 2,3 km               |                            |                            |
| Spurweite: | 1435 mm (Normalspur) |                            |                            |
| |                      |                            |                            |
| \| \| \| von Pečky \| \| \| \| 0,0 \| Bošice \| Bošice \| \| \| \| nach Kouřim \| \| \| \| \| nach Zásmuky \| \| \| \| \| vlečka BOLETEX \| \| \| \| \| Bečvárka \| \| \| \| 2,3 \| Svojšice (cukrovar Karlov) \| Svojšice (cukrovar Karlov) \| |                      |                            |                            |
| Strecke |                      | von Pečky                  | von Pečky                  |
| Bahnhof | 0,0                  | Bošice                     | Bošice                     |
| Abzweig geradeaus und nach rechts |                      | nach Kouřim                | nach Kouřim                |
| Abzweig geradeaus und nach rechts |                      | nach Zásmuky               | nach Zásmuky               |
| Abzweig geradeaus und nach rechts |                      | vlečka BOLETEX             | vlečka BOLETEX             |
| Brücke über Wasserlauf (Strecke außer Betrieb) |                      | Bečvárka                   | Bečvárka                   |
| Betriebs-/Güterbahnhof Streckenende (Strecke außer Betrieb) | 2,3                  | Svojšice (cukrovar Karlov) | Svojšice (cukrovar Karlov) |

Die Bahnstrecke Bošice–Svojšice war eine nur dem Güterverkehr dienende Eisenbahnverbindung im heutigen Tschechien, die ursprünglich als Teil der Lokalbahn Peček–Zasmuk mit Abzweigungen durch die Österreichische Lokaleisenbahngesellschaft (ÖLEG) erbaut und betrieben wurde. Sie zweigte in Bošice aus der Strecke Pečky–Zásmuky ab und führte zur Zuckerfabrik in Svojšice.

## Geschichte

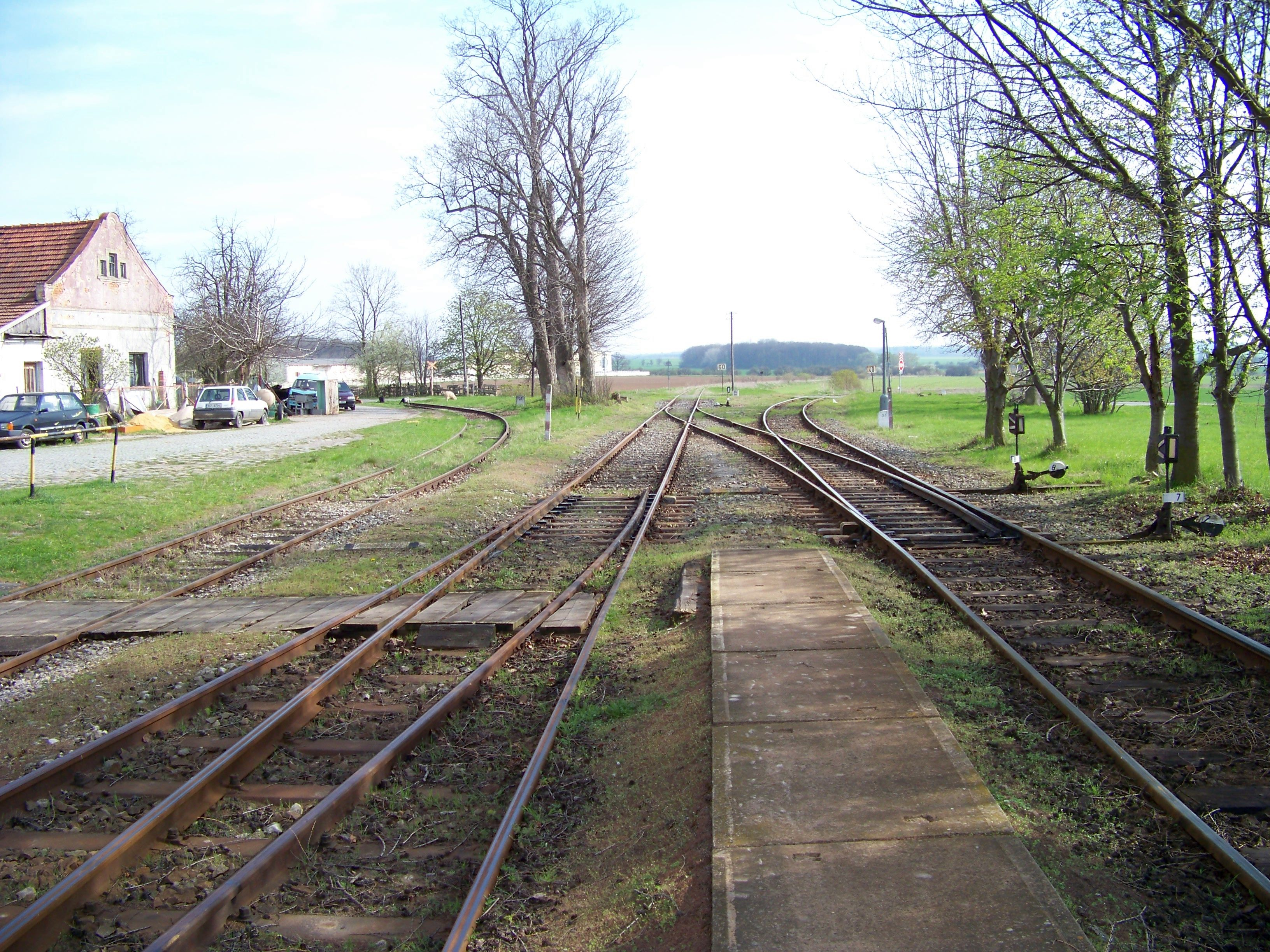
Bahnhof Bošice: Das nach links führende Gleis führt früher nach Svojšice

Die Konzession für eine „Locomotiv-Eisenbahn von der Station Peček nach Zasmuk mit Abzweigungen“ erhielt die ÖLEG am 28. August 1880. Gesetzlich festgehalten war darin auch die Genehmigung für eine Zweigbahn nach Kouřim und zur Zuckerfabrik Karlsthal (cukrovar Karlov) in Svojšice. Die ÖLEG eröffnete die Strecken der Localbahn Peček–Zasmuk mit allen Abzweiglinien am 15. Februar 1882. Den Betrieb führte die ÖLEG selbst aus.
Die Strecke band vorrangig die Zuckerfabrik Karlsthal an das Eisenbahnnetz an, sie diente aber zunächst auch konzessionsgemäß dem öffentlichen Güterverkehr von und nach Svojšice.
Am 1. Januar 1884 übernahm die privilegierte österreichisch-ungarische Staatseisenbahngesellschaft (StEG) die Zweigbahn. Nach deren Verstaatlichung kam sie am 15. Oktober 1909 ins Eigentum der k.k. Staatsbahnen (kkStB). Die kkStB stuften sie 1916 zu einer nichtöffentlichen Schleppbahn (vlečka) ab.
Die 1918 gegründeten Tschechoslowakischen Staatseisenbahnen (ČSD) legten die Strecke 1926 still und bauten sie ab. Nur ein kurzer Gleisstummel blieb erhalten und dient heute als Anschlussbahn für das Lager von Správa státních hmotných rezerv BOLETEX.